# SMILES
SMILES (simplified molecular input line entry system) er en specifikation i form af en linje notation til at beskrive strukturen af kemiske molekyler ved brug af korte ASCII strenge. SMILES strenge kan importeres af de fleste kemiske redigeringssoftware og konverteres til to- eller tre-dimensionelle tegninger af molekylet.

## Eksempler på SMILES strenge
| Molekyle                                                             | Struktur                                                      | SMILES streng                                                        |
| -------------------------------------------------------------------- | ------------------------------------------------------------- | -------------------------------------------------------------------- |
| Dinitrogen                                                           | N≡N                                                           | N#N                                                                  |
| Methylisocyanat (MIC)                                                | CH3–N=C=O                                                     | CN=C=O                                                               |
| Kobber(II)sulfat                                                     | Cu2+ SO42-                                                    | [Cu+2].[O-]S(=O)(=O)[O-]                                             |
| Oenanthotoxin (C17H22O2)                                             | Molecular structure of œnanthotoxin                           | CCC[C@@H](O)CC\C=C\C=C\C#CC#C\C=C\CO                                 |
| Pyrethrin II (C22H28O5)                                              | Molecular structure of pyrethrin II                           | COC(=O)C(\C)=C\C1C(C)(C)[C@H]1C(=O)O[C@@H]2C(C)=C(C(=O)C2)CC=CC=C    |
| Aflatoksin B1 (C17H12O6)                                             | Molecular structure of aflatoxin B1                           | O1C=C[C@H]([C@H]1O2)c3c2cc(OC)c4c3OC(=O)C5=C4CCC(=O)5                |
| Glukose (glucopyranose) (C6H12O6)                                    | Molecular structure of glucopyranose                          | OC[C@@H](O1)[C@@H](O)[C@H](O)[C@@H](O)[C@@H](O)1                     |
| Bergenin (cuscutin) (et resin) (C14H16O9)                            | Molecular structure of cuscutine (bergenin)                   | OC[C@@H](O1)[C@@H](O)[C@H](O)[C@@H]2[C@@H]1c3c(O)c(OC)c(O)cc3C(=O)O2 |
| Et feromon fra den kaliforniske skjoldlus                            | (3Z,6R)-3-methyl-6-(prop-1-en-2-yl)deca-3,9-dien-1-yl acetate | CC(=O)OCCC(/C)=C\C[C@H](C(C)=C)CCC=C                                 |
| 2S,5R-Chalcogran: Et feromon fra barkbillen Pityogenes chalcographus | (2S,5R)-2-ethyl-1,6-dioxaspiro[4.4]nonane                     | CC[C@H](O1)CC[C@@]12CCCO2                                            |
| Vanillin                                                             | Molecular structure of vanillin                               | O=Cc1ccc(O)c(OC)c1                                                   |
| Melatonin (C13H16N2O2)                                               | Molecular structure of melatonin                              | CC(=O)NCCC1=CNc2c1cc(OC)cc2                                          |
| Flavopereirin (C17H15N2)                                             | Molecular structure of flavopereirin                          | CCc(c1)ccc2[n+]1ccc3c2Nc4c3cccc4                                     |
| Nikotin (C10H14N2)                                                   | Molecular structure of nicotine                               | CN1CCC[C@H]1c2cccnc2                                                 |
| Alfa-thujon (C10H16O)                                                | Molecular structure of thujone                                | CC(C)[C@@]12C[C@@H]1[C@@H](C)C(=O)C2                                 |
| Thiamin (C12H17N4OS+) (vitamin B1)                                   | SMolecular structure of thiamin                               | OCCc1c(C)[n+](=cs1)Cc2cnc(C)nc(N)2                                   |